# اولگا ژرژ-پیکو
اولگا ژرژ-پیکو (فرانسوی: Olga Georges-Picot‎؛ ۶ ژانویهٔ ۱۹۴۰ – ۱۹ ژوئن ۱۹۹۷) هنرپیشه اهل فرانسه بود. او بین سال‌های ۱۹۶۲ تا ۱۹۷۷ میلادی فعالیت می‌کرد.
از فیلم‌هایی که در آنها نقش داشته می‌توان دو تا برای جاده، دوستت دارم، دوستت دارم، خداحافظ رفیق، روز شغال، عشق و مرگ و لغزش تدریجی لذت را نام برد.
او از افسردگی حاد رنج می‌برد و سرانجام خودش را از طبقهٔ پنجم ساختمانی مشرف به رود سن به پایین پرت کرد و درگذشت.